# Баранов, Александр Ефимович (депутат)
Александр Ефимович Баранов (род. 1922, Смоленская область) — советский государственный, советский и российский общественный деятель. Народный депутат СССР (1989—1991). Председатель Кировского областного Совета ветеранов (1987—1995).

## Биография
Родился в семье крестьянина в Смоленской области в 1922 году. По национальности — русский.
Первое рабочее место — заводской фрезеровщик в Кандалакше. После был занят на комсомольской и партийной работе в Мурманской области, Кировской области и в Советской армии. 10 лет проработал инструктором в Кировском облисполкоме.
19 лет прослужил в Советской Армии, пройдя путь от рядового до подполковника. Участвовал в Великой Отечественной войне. Был награждён орденом Красной Звезды, орденом Отечественной войны II степени, многими медалями.
Получил среднее специальное образование (окончил Ленинградское военно-политическое училище имени Ф. Энгельса). По другим сведениям, получил высшее военное образование.
Был членом Всероссийского Совета ветеранов. В 1987—1995 годах председательствовал в Кировском областном Совете ветеранов.
В 1989—1991 годах был Народным депутатом СССР. Был избран от Всесоюзной организации ветеранов войны и труда. По состоянию на 1990 год был пенсионером, оставался членом КПСС.